# تيولي (تيولي)
تيولي هي إحدى مشيخات المملكة المغربية، تتبع جغرافيا لإقليم جرادة وإداريًا لتيولي. يقدر عدد سكانها بـ 4005 نسمة حسب الإحصاء الرسمي للسكان والسكنى لسنة 2004.